# Gypona renara
Gypona renara är en insektsart som beskrevs av Delong och Triplehorn 1979. Gypona renara ingår i släktet Gypona och familjen dvärgstritar. Inga underarter finns listade i Catalogue of Life.